# Marino Grimani
Marino Grimani  var regerande doge av Venedig 1595–1605.